# Divan occidental-oriental
Le Divan occidental-oriental (en en allemand : West-östlicher Divan) est le dernier recueil poétique majeur composé par Johann Wolfgang von Goethe. Il comprend douze livres parus de 1819 à 1827, chacun comportant un titre oriental et un titre en allemand.
Ce divan (recueil lyrique) est inspiré de la poésie persane à thèmes soufis de Hafez de Chiraz, que Goethe découvrit en 1814 dans la traduction allemande de l'orientaliste autrichien Joseph von Hammer-Purgstall, parue en 1812. Une grande partie des poèmes remontent à la correspondance de Goethe avec Marianne von Willemer ; elle composa quelques-uns d'entre eux (West, um deine feuchten Flügel, Ach wie sehr ich dich beneide ...), que Goethe retoucha ensuite avant de les inclure dans le livre de Souleika.

## Titre du recueil
Le manuscrit de Goethe et l'édition originale du recueil (Cottaische Buchhandlung, Stuttgart, 1819) comportent le titre West-östlicher Divan, qui est donc l'orthographe historiquement correcte. Certaines éditions allemandes ont cependant employé une graphie sans trait d'union ou orthographié le second mot Diwan.
En français, le titre a été traduit en Divan oriental-occidental ou Divan oriento-occidental, quand il n'y est pas fait simplement fait référence comme le Divan de Goethe.

## Composition du recueil
- Moganni nameh - Buch des Sängers (Le Livre du chanteur)
- Hafis nameh - Buch Hafis (Le Livre de Hafiz)
- Uschk nameh - Buch der Liebe (Le Livre de l'amour)
- Tefkir nameh - Buch der Betrachtungen (Le Livre des réflexions)
- Rendsch nameh - Buch des Unmuts (Le Livre de la mauvaise humeur)
- Hikmet nameh - Buch der Sprüche (Le Livre des maximes)
- Timur nameh - Buch des Timur (Le Livre de Timour)
- Suleika nameh - Buch Suleika (Le Livre de Souleika)
- Saki nameh - Das Schenkenbuch (Le Livre de l'échanson)
- Mathal nameh - Buch der Parabeln (Le Livre des paraboles)
- Parsi nameh - Buch des Parsen (Le Livre du parsi)
- Chuld nameh - Buch des Paradieses (Le Livre du paradis)

## Postérité

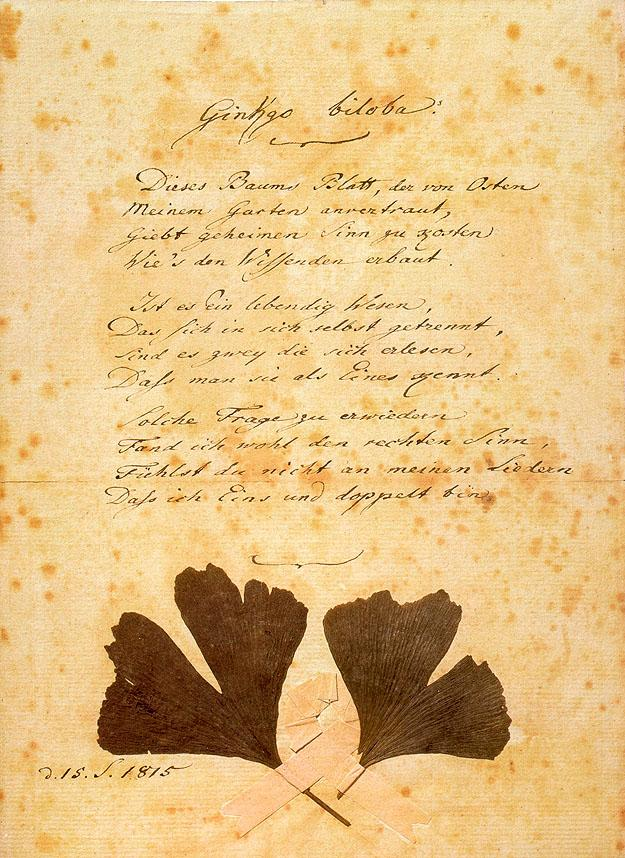
Manuscrit de Ginkgo biloba, un des poèmes du Livre de Souleika.

Certains poèmes ont été mis en musique par Franz Schubert ("Suleika I", op. 14 Nr. 1 D. 720, 1821; "Suleika II", op. 31 D. 717, 1821), Robert Schumann ("Myrten" op. 25: Nr. 5 "Sitz' ich allein", Nr. 6 "Setze mir nicht, du Grobian", Nr. 9 "Lied der Suleika"), Felix Mendelssohn ("Suleika" op. 34 Nr. 4, 1837; "Suleika" op. 57 Nr. 3, 1837), Hugo Wolf, Richard Strauss ("Wer wird von der der Welt verlangen" op. 67 Nr. 4, 1918), Waldemar von Bausznern (Cantate symphonique "Hafis", 1929) Arnold Schönberg, Othmar Schoeck et Johannes Brahms (op. 61 Nr. 3 "Phänomen").
Le poète et philosophe Muhammad Iqbal, de langue ourdoue et persane, publie en 1923 un recueil de poèmes intitulé Payam-e-Mashriq  (Ambassade orientale), dans lequel il répond au salut adressé à l'Orient par Goethe.

## Traductions françaises
- Le divan oriento-occidental, J.-A. Merklein, Paris, 1835, 80 p., in-octavo
- Jacques Porchat (trad.), Œuvres de Goethe. Vol 1 : Poésies diverses ; Pensées ; Divan oriental-occidental avec le commentaire, Hachette, Paris, 1861, XI-755 p., 24 cm
- Alphonse Séché (éd.), Lieds, ballades, odes, poésies diverses, sonnets, épigrammes, élégies, Prométhée, Divan oriental-occidental, L. Michaud, coll. « Bibliothèque des poètes français et étrangers » n° 6, Paris, 1909, XVII-134 p., 18 cm
- Henri Lichtenberger (trad.), Divan occidental-oriental, Aubier-Montaigne, coll. « Collection bilingue des classiques étrangers », Paris, 1940 (réimpr. 1949, 1950), 492 p., 19 cm
- Henri Lichtenberger (trad.), Claude David (préface et notes), Le Divan, Gallimard, Paris, coll. « Poésie » n° 189, 1984, 245 p., 18 cm  (ISBN 2-07-032255-6)
- Laurent Cassagnau (trad., introduction et notes), Divan d'Orient et d'Occident (édition bilingue), Les Belles Lettres, Paris, Bibliothèque allemande, 2012, 322p.  (ISBN 978-2-251-83004-9)